# Albaufstieg

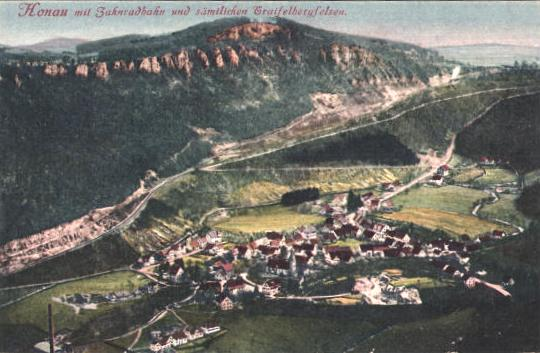
Die 1820 (Straße, heutige B 312) bzw. 1893 (Zahnradbahn) erbaute Honauer Steige anno 1905

Als Albaufstieg bezeichnet man in Baden-Württemberg einen Verkehrsweg, der das so genannte Albvorland mit der Hochfläche der Schwäbischen Alb verbindet. In der Regel handelt es sich dabei um Gebirgsstraßen, vereinzelt auch um Eisenbahnstrecken. Zwischen Lauchheim (bei Aalen) im Nordosten und Dürbheim (bei Tuttlingen) im Südwesten überwinden auf einer Länge von ca. 140 Kilometern Luftlinie rund 80 Aufstiegsstraßen – auch Albsteigen genannt – sowie fünf Bahntrassen das natürliche Hindernis. Die bekanntesten sind der Albaufstieg im Zuge der A 8 sowie die Geislinger Steige im Zuge der Filstalbahn. Weitere bekannte Aufstiege führen als Steigenstraße im Zuge der Bundesstraßen 466, 10, 28, 29a, 465 und 312 auf die Albhochfläche. Als Besonderheit führt die B 465 dabei gleich zweimal auf die Alb – einmal bei Lenningen und einmal bei Bad Urach.
Die Verkehrswege führen über den – in der Regel dicht bewaldeten – Albtrauf steil hinauf, sie überwinden dabei einen Höhenunterschied von 150 bis 350 Höhenmetern. Straßen laufen dazu meist in Serpentinen aufwärts. Ihren Ausgangspunkt haben sie meist im Einzugsgebiet des Neckars, ihren höchsten Punkt erreichen sie etwa beim Passieren der Europäischen Hauptwasserscheide zwischen Rhein und Donau. Am höchsten Punkt endet der Wald, von dort aus fallen das Terrain und ihr Lauf dann flach in Richtung Donau ab. Benannt sind sie in der Regel nach ihrem Ausgangsort (Heubacher Steige, Seeburger Steige) oder nach ihrem Zielort (Holzelfinger Steige, Stöttener Steige). In Einzelfällen tragen sie aber auch Namen ohne solchen Bezug (Hanner Steige, Stuhlsteige) oder sind ganz namenlos. Die Bezeichnungen sind überwiegend inoffiziell, teilweise werden auch mehrere Namen konkurrierend verwendet. Die von Geislingen an der Steige ausgehenden Steigen sind hingegen auch offiziell beschildert.
Aufgeführt sind auch einige wenige Aufstiege von nördlichen, die Albhochfläche zertalenden Zuflüssen der Donau, die ihren Talpunkt bereits jenseits der eigentlichen Wasserscheide haben.

## Liste der asphaltierten Albaufstiege

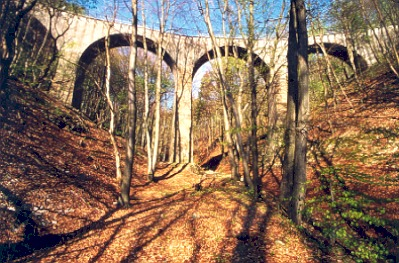
Aufwändig trassierter Albaufstieg der Härtsfeldbahn
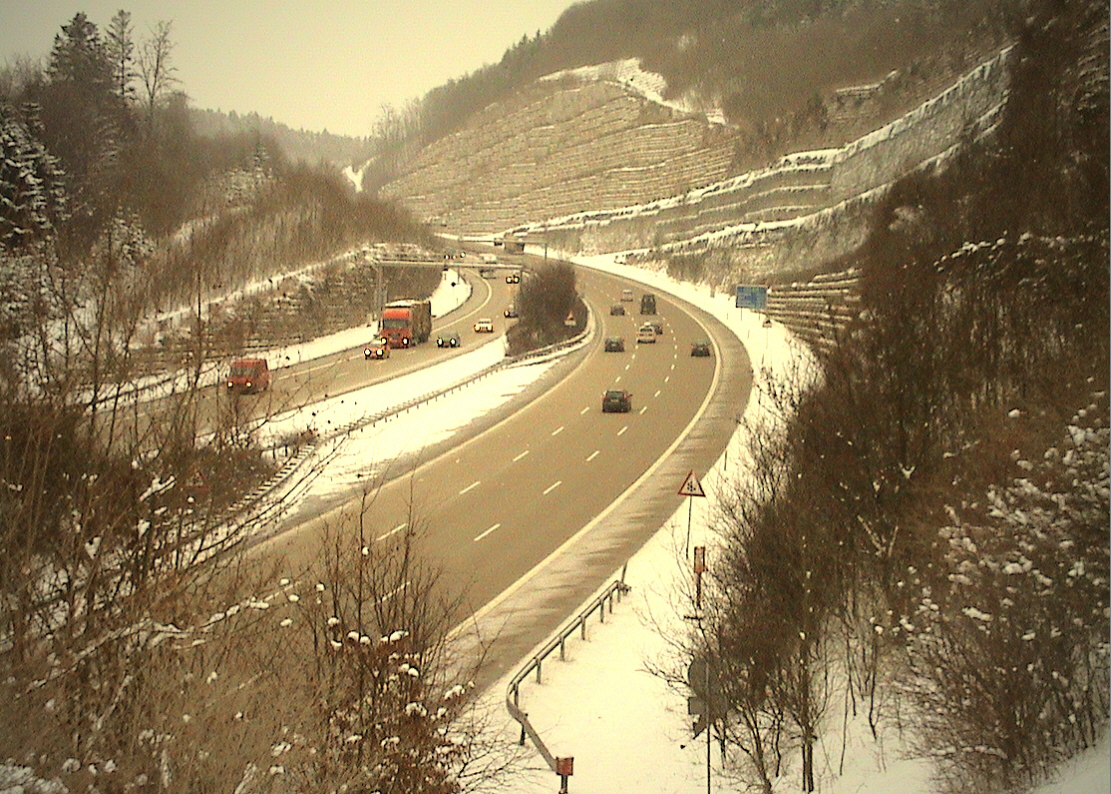
Bei Westhausen: Albaufstieg im Zuge der A 7
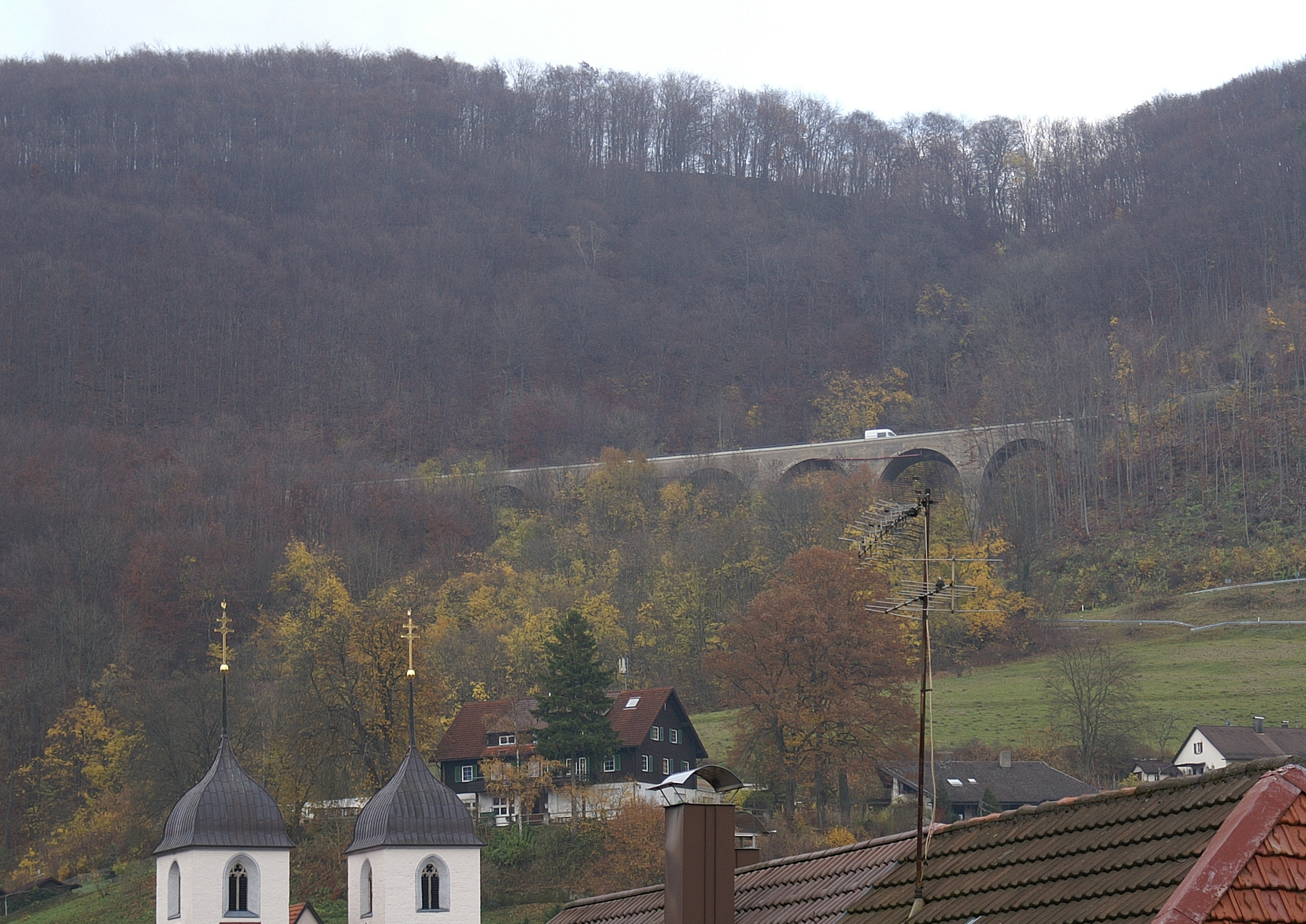
Der Albaufstieg der A 8 bei Wiesensteig
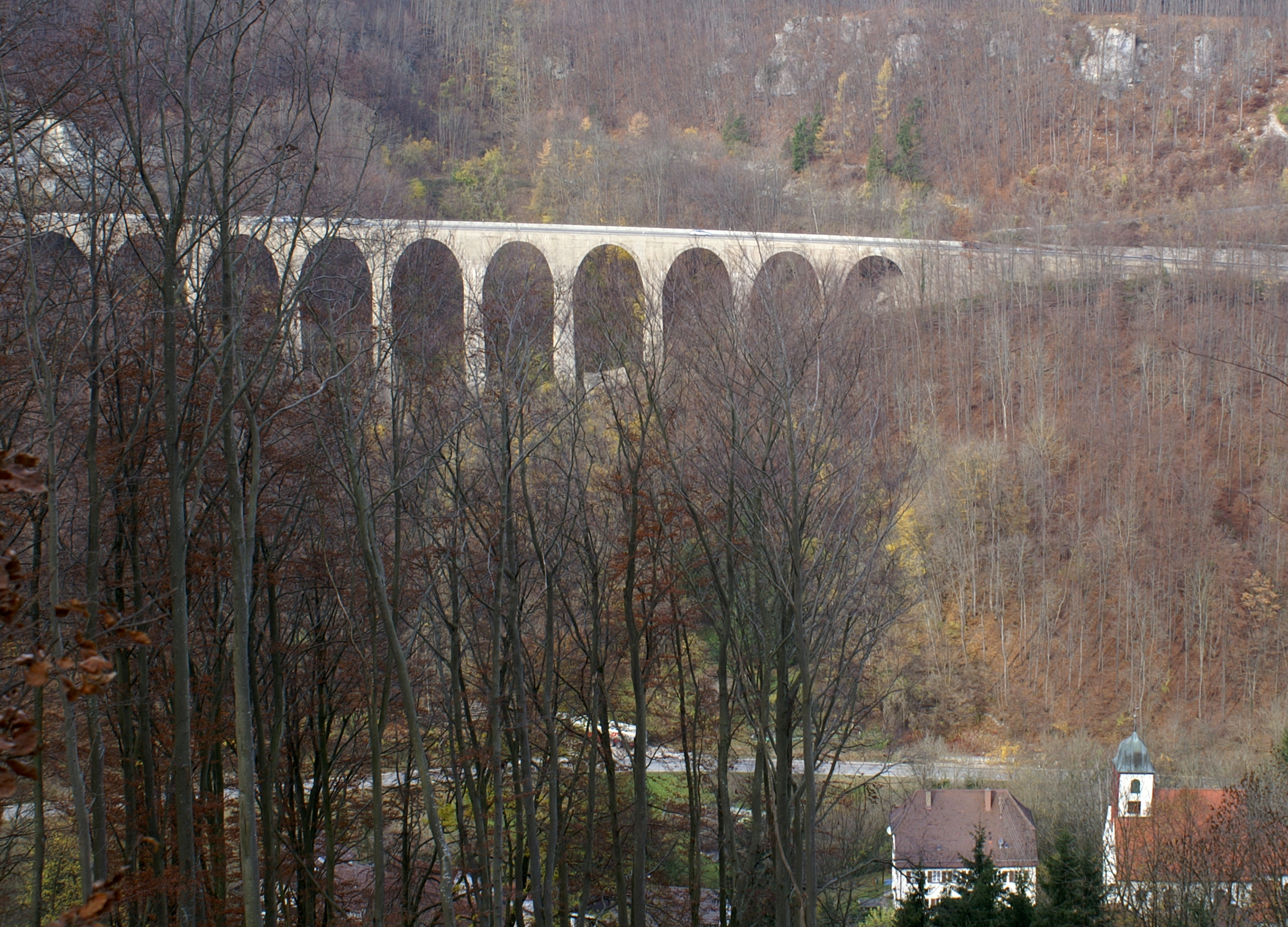
Drackensteiner Hang

Die Aufstiege sind geographisch von Nordost nach Südwest geordnet.
Legende:
| Name                                                   | Ausgangspunkt                 | Ziel                                                          | Straße |
| ------------------------------------------------------ | ----------------------------- | ------------------------------------------------------------- | --- |
| Kapfenburger Steige / Kapfenburgsteige                 | Lauchheim                     | Kapfenburg                                                    | L 1076 |
| Albaufstieg der A 7 mit Agnesburgtunnel                | Westhausen                    | Albhochfläche bei Waldhausen                                  | A 7 |
| Himmlinger Steige                                      | Himmlingen                    | Albhochfläche bei Waldhausen                                  | L 1080 |
| Waldhäuser Steige                                      | Unterkochen                   | Albhochfläche bei Waldhausen                                  | K 3291 |
| Ebnater Steige                                         | Unterkochen                   | Ebnat                                                         | B29a (bis 31. Dezember 2021: L 1084) |
| (ohne Namen)                                           | Oberkochen                    | Heide                                                         | Gemeindestraße |
| Tauchenweiler Steige                                   | Essingen                      | Tauchenweiler                                                 | Gemeindestraße |
| Essinger Steige                                        | Essingen                      | Lauterburg                                                    | L 1165 |
| Lauterburger Steige                                    | Lautern                       | Lauterburg                                                    | K 3282 |
| Heubacher Steige                                       | Heubach                       | Albhochfläche bei Bartholomä                                  | L 1162 |
| Weißensteiner Steige                                   | Weißenstein                   | Albhochfläche bei Böhmenkirch                                 | B 466 |
| Messelbergsteige / Messelsteige                        | Donzdorf                      | Albhochfläche bei Schnittlingen                               | K 1401 |
| Kuchalber Steige                                       | Donzdorf                      | Kuchalb                                                       | Gemeindestraße |
| Stöttener Steige                                       | Geislingen an der Steige      | Stötten                                                       | K 1400 |
| Treffelhauser Steige                                   | Untere Roggenmühle            | Treffelhausen                                                 | K 1449 |
| Steinenkircher Steige                                  | Untere Roggenmühle            | Steinenkirch                                                  | L 1221 |
| Waldhauser Steige                                      | Eybach                        | Waldhausen                                                    | L 1164 |
| Weiler Steige                                          | Geislingen an der Steige      | Weiler ob Helfenstein                                         | K 1441 |
| Geislinger Steige                                      | Geislingen an der Steige      | Amstetten                                                     | B 10 |
| Türkheimer Steige                                      | Geislingen an der Steige      | Albhochfläche bei Türkheim                                    | L 1230 |
| Ditzenbacher Steige                                    | Bad Ditzenbach                | Schonderhöhe                                                  | K 1436 |
| Krähensteige / Neue Steige                             | Gosbach                       | Albhochfläche beim Krähenstein                                | Gemeindestraße |
| Drackensteiner Steige                                  | Gosbach                       | Oberdrackenstein                                              | K 1447 |
| Drackensteiner Hang / Albabstieg                       | Mühlhausen im Täle            | Albhochfläche bei Hohenstadt                                  | A 8 abwärts |
| kein Name                                              | Mühlhausen im Täle            | Eselhöfe                                                      | Gemeindestraße |
| Albaufstieg (A 8)                                      | Mühlhausen im Täle            | Albhochfläche bei Hohenstadt                                  | A 8 aufwärts |
| Westerheimer Steige                                    | Wiesensteig                   | Albhochfläche bei Hohenstadt                                  | L 1236 |
| Wiesensteiger Steige                                   | Wiesensteig                   | Kreuzung L 1200 / K 1430                                      | L 1200 |
| Neidlinger Steige                                      | Neidlingen                    | Albhochfläche bei den Eckhöfen                                | L 1200 |
| Hepsisauer Steige                                      | Hepsisau                      | Albhochfläche bei Torfgrube                                   | L 1212 |
| Bissinger Steige / Ochsenwanger Steige                 | Bissingen an der Teck         | Ochsenwang                                                    | K 1250 |
| (Alte) Lenninger Steige / Krebssteinsteige             | Oberlenningen                 | Albhochfläche bei Krebsstein                                  | Gemeindestraße -gesperrt, nicht mehr für Kfz freigegeben                                                                                |
| Gutenberger Steige                                     | Gutenberg                     | Albhochfläche bei Schopfloch                                  | B 465 |
| Grabenstetter Steige                                   | Lenninger Tal                 | Grabenstetten                                                 | L 1211 |
| Hochwanger Steige / Hochwangsteige                     | Unterlenningen                | Hochwang                                                      | K 1264 |
| Beurener Steige / Weiler Steige                        | Beuren                        | Erkenbrechtsweiler                                            | K 1262 |
| Neuffener Steige                                       | Neuffen                       | Albhochfläche bei Hülben                                      | L 1250 |
| (Alte) Dettinger Steige                                | Dettingen-Buchhalde           | Albhochfläche bei Hülben                                      | Gemeindestraße |
| Hülbener Steige                                        | Bad Urach                     | Hülben                                                        | L 250 |
| Uracher Steige                                         | Bad Urach                     | Grabenstetten                                                 | L 211 |
| Ulmer Steige                                           | Bad Urach                     | Albhochfläche bei Hengen                                      | B 28 |
| Wittlinger Steige                                      | Kreuzung B 465 / K 6706       | Wittlingen                                                    | K 6706 |
| Hardtsteige                                            | Seeburg                       | Albhochfläche bei Wittlingen                                  | Gemeindestraße |
| Fischburgtal                                           | Seeburg                       | Hengen                                                        | L 245 |
| Uhenfelser Steige                                      | Seeburg                       | Albhochfläche bei Trailfingen                                 | Gemeindestraße |
| Seeburger Steige                                       | Seeburg                       | Albhochfläche bei Rietheim                                    | B 465 |
| Sirchinger Steige                                      | Bad Urach                     | Sirchingen                                                    | L 249 |
| Hanner Steige                                          | Bad Urach                     | Albhochfläche bei Bleichstetten                               | K 6708 |
| Roßfeldsteige                                          | Metzingen-Glems               | Fluggelände Roßfeld                                           | Gemeindestraße |
| Eninger Steige                                         | Eningen unter Achalm          | Albhochfläche bei St. Johann                                  | L 380 |
| Lindenhofsteige                                        | Lindenhof (Unterer Lindenhof) | Albgut Lindenhof (Oberer Lindenhof)                           | Wirtschaftsweg -gesperrt, nicht mehr für Kfz freigegeben                                                                                |
| Übersberger Steige                                     | Pfullingen                    | Übersberg                                                     | Gemeindestraße |
| Göllesbergsteige / Göllesberger Steige                 | Lichtenstein-Unterhausen      | Göllesberg                                                    | Gemeindestraße |
| Holzelfinger Steige                                    | Lichtenstein-Unterhausen      | Holzelfingen                                                  | L 387 |
| Honauer Steige                                         | Lichtenstein-Honau            | Traifelberg                                                   | B 312 |
| Gießsteinsteige / Oberhausener Steige / Kalkofensteige | Lichtenstein-Unterhausen      | Kalkofenhütte                                                 | Gemeindestraße |
| (Neue) Stuhlsteige                                     | Pfullingen                    | Parkplatz Ruoffseck                                           | L 382 |
| Gönninger Steige                                       | Gönningen                     | Genkingen                                                     | L 230 |
| Roßbergsteige                                          | Gönningen                     | Albhochfläche beim Roßberg                                    | Gemeindestraße |
| Talheimer Steige                                       | Talheim                       | Albhochfläche bei Salmendingen                                | L 385 |
| (ohne Namen)                                           | Killer                        | Ringingen                                                     | K 7162 |
| (ohne Namen)                                           | Hausen im Killertal           | Neuweiler                                                     | L 442 |
| Onstmettinger Steige                                   | Hausen im Killertal           | Albhochfläche bei Onstmettingen                               | K 7103 |
| Thanheimer Steige / Stich                              | Thanheim                      | Stichwirtshaus                                                | L 360 |
| (ohne Namen)                                           | Pfeffingen                    | Stich                                                         | K 7141 |
| *** Straßberger Steige                                 | Straßberg                     | Winterlingen                                                  | B 463 *** Steige aus dem westlichen Albvorland, aber nach Überschreitung der Europäischen Wasserscheide zwischen Lautlingen und Ebingen |
| Lautlinger Steige                                      | Lautlingen                    | Meßstetten                                                    | K 7151 |
| (ohne Namen)                                           | Laufen                        | Albhochfläche bei Tieringen                                   | K 7145 |
| Lochensteige                                           | Weilstetten                   | Lochengründle                                                 | L 440 |
| (ohne Namen)                                           | Weilen unter den Rinnen       | Deilingen                                                     | Gemeindestraße |
| (ohne Namen)                                           | Schömberg                     | Deilingen                                                     | L 435 |
| Oberhohenbergstraße                                    | Schörzingen                   | Albhochfläche bei Deilingen                                   | Gemeindestraße |
| Gosheimer Steige / Wassersteige                        | Wilflingen                    | Gosheim                                                       | K 5545 |
| Heubergsteige                                          | Wehingen                      | Albhochfläche (Großen Heuberg) zwischen Wehingen und Bubsheim | K 5904 |
| Denkinger Steige                                       | Denkingen                     | Gosheim                                                       | L 433 |
| Kehlenpass / Heubergstraße                             | Gosheim                       | Albhochfläche (Großer Heuberg) zwischen Hochwald und Kehlen   | K 5905 |
| Egesheimer Straße                                      | Egesheim (Bäratal)            | Bubsheim (Großer Heuberg)                                     | L 438 |
| Steigstraße                                            | Mühlheim (Donautal)           | Kolbingen (Großer Heuberg)                                    | L 443 |
| Klippeneckstraße / Heubergsteige                       | Denkingen                     | Klippeneck                                                    | L 433A |
| Dreifaltigkeitsbergstraße                              | Spaichingen                   | Dreifaltigkeitsberg                                           | L 431 |
| Dürbheimer Steige                                      | Dürbheim                      | Albhochfläche (Großer Heuberg) bei Böttingen                  | L 438 |
| Risibergsteige                                         | Dürbheim                      | Risiberg                                                      | Gemeindestraße |

## Bahnstrecken
Insgesamt sechs Bahnstrecken führen bzw. führten auf die Albhochfläche:
- die Geislinger Steige von 1850 bis heute (als Teil der Filstalbahn)
- die Killertalbahn von 1901 bis heute, zwischen Hechingen und Burladingen
- die Zollernbahn von 1878 bis heute, zwischen Balingen und Albstadt-Ebingen.
- die Zahnradbahn Honau–Lichtenstein von 1893 bis 1969 (als Teil der Bahnstrecke Reutlingen–Schelklingen)
- die Härtsfeldbahn von 1901 bis 1972
- die Heubergbahn von 1928 bis 1966, sie hatte ihren Albaufstieg zwischen Denkingen und Gosheim
- die Neubaustrecke Wendlingen–Ulm von 2022 bis heute

Eine Anfang des 20. Jahrhunderts geplante Verlängerung der Ermstalbahn über Bad Urach hinaus nach Münsingen kam hingegen nicht zu Stande.
Die rund zwei Kilometer lange Trasse der ehemaligen Zahnradbahn Honau–Lichtenstein wurde mittlerweile in einen asphaltierten Bahntrassenradweg umgewandelt, so dass dem Freizeitverkehr hier parallel zur stark befahrenen Honauer Steige ein weiterer Albaufstieg zur Verfügung steht. Gleiches gilt auch für die Härtsfeldbahn, sie wurde im Bereich des Albaufstiegs ebenfalls zu einem Fuß- und Radweg umgewandelt (welcher jedoch nur geschottert ist).